# Colombia-Comcel/Saison 2012
Dieser Artikel listet Erfolge und Fahrer des Radsportteams Colombia-Comcel in der Saison 2012 auf.

## Erfolge in der UCI America Tour
Bei den Rennen der UCI America Tour im Jahr 2012 gelangen dem Team nachstehende Erfolge.
| Datum        | Rennen                       | Kat. | Fahrer                |
| ------------ | ---------------------------- | ---- | --------------------- |
| 2. November  | 1. Etappe Vuelta a Bolivia   | 2.2  | Juan Alejandro García |
| 4. November  | 3. Etappe Vuelta a Bolivia   | 2.2  | Mannschaftszeitfahren |
| 7. November  | 6. Etappe Vuelta a Bolivia   | 2.2  | Stiver Ortiz          |
| 11. November | 10b. Etappe Vuelta a Bolivia | 2.2  | Stiver Ortiz          |

## Mannschaft
| Name                          | Geburtstag        | Nationalität | Team 2011                           |
| ----------------------------- | ----------------- | ------------ | ----------------------------------- |
| Mauricio Ardila               | 21. Mai 1979      | Kolumbien    | Geox-TMC                            |
| Félix Barón                   | 7. November 1991  | Kolumbien    | Neoprofi                            |
| Diego Calderón                | 1. Oktober 1983   | Kolumbien    | Neoprofi                            |
| Alexis Camacho                | 20. Juni 1990     | Kolumbien    | Neoprofi                            |
| Jaime Castañeda               | 29. Oktober 1986  | Kolumbien    | EPM-UNE                             |
| Didier Chaparro               | 17. Juli 1987     | Kolumbien    | Neoprofi                            |
| José Cordero                  | 11. März 1985     | Kolumbien    | Neoprofi                            |
| Álvaro Duarte                 | 12. Januar 1991   | Kolumbien    | Neoprofi                            |
| Juan Alejandro García         | 20. Juli 1983     | Kolumbien    | Neoprofi                            |
| Camilo Gómez                  | 5. Oktober 1984   | Kolumbien    | Neoprofi                            |
| Rónald Gómez                  | 24. Februar 1991  | Kolumbien    | Neoprofi                            |
| Carlos Martínez               | 7. Juli 1988      | Kolumbien    | Colombia es Pasión-Café de Colombia |
| John Martínez                 | 13. Mai 1983      | Kolumbien    | Colombia es Pasión-Café de Colombia |
| Mauricio Neisa (bis 31. Juli) | 3. September 1981 | Kolumbien    | Boyacá Orgullo de América           |
| Stiver Ortiz                  | 12. August 1980   | Kolumbien    | EPM-UNE                             |
| Marlon Pérez                  | 10. Januar 1976   | Kolumbien    | GW Shimano-Chec-Edeq-Envia          |